# Список населённых пунктов Рыбинского района Ярославской области
Список населённых пунктов Рыбинского района Ярославской области России.
Административный центр — город Рыбинск, в состав района не входит.

## *
- 1-й — посёлок
- 2-й — посёлок

## А
- Аксеново — село в Волжском сельском поселении
- Акулинское — деревня в Волжском сельском поселении
- Александровка — деревня в Судоверфском сельском поселении
- Александрова пустынь — деревня в Волжском сельском поселении, около одноименного монастыря
- Алексеевское — деревня в Назаровском сельском округе Назаровского сельского поселения
- Алексеевское — деревня в Шашковском сельском округе Назаровского сельского поселения
- Ананьино — деревня в Арефинском сельском поселении
- Андреевское — деревня в Октябрьском сельском поселении
- Андроново — деревня в Судоверфском сельском поселении
- Антипино — деревня в Октябрьском сельском поселении
- Антоново — деревня в Каменниковском сельском поселении на Юршинском острове
- Антоново — деревня в Огарковском сельском поселении
- Антоново— деревня в Октябрьском сельском поселении
- Ануфриево — деревня в Судоверфском сельском поселении
- Арефино — деревня в Покровком сельском поселении
- Арефино — село, центр Арефинского сельского поселения
- Артюкино — деревня в Назаровском сельском поселении
- Артюшино — деревня в Судоверфском сельском поселении
- Архарово — деревня в Судоверфском сельском поселении
- Афремово — деревня в Арефинском сельском поселении

## Б
- Бабино — деревня в Огарковском сельском поселении
- Бабурино — деревня в Глебовском сельском поселении
- Бавленка — деревня в Назаровском сельском поселении
- Бакуново — деревня в Арефинском сельском поселении
- Балобаново — деревня в Судоверфском сельском поселении
- Банино — деревня в Судоверфском сельском поселении
- Бараниха — деревня в Покровском сельском поселении
- Бараново — деревня в Глебовском сельском поселении
- Барбино — деревня в Глебовском сельском поселении
- Барханово — деревня в Октябрьском сельском поселении
- Барщинка — деревня в Огарковском сельском поселении
- Башарово — деревня в Судоверфском сельском поселении
- Беглецово — деревня в Глебовском сельском поселении
- Белево — деревня
- Беловское — деревня в Назаровском сельском поселении
- Березники — деревня в Глебовском сельском поселении
- Березняки — деревня в Октябрьском сельском поселении
- Бесово — деревня в Волжском сельском поселении
- Бобылево — деревня в Арефинском сельском поселении
- Бовыкино — деревня[источник не указан 1059 дней]
- Боково — деревня в Назаровском сельском поселении
- Болоново — деревня в Назаровском сельском поселении
- Болтино — деревня в Арефинском сельском поселении
- Болтинское — деревня в Судоверфском сельском поселении
- Большая Белева — деревня в Глебовском сельском поселении
- Большая Киселиха — бывшая деревня в Покровском сельском поселении
- Большие Мхи — деревня в Огарковском сельском поселении
- Большое Андрейково — деревня в Судоверфском сельском поселении
- Большое Высоко — деревня в Покровском сельском поселении
- Большое Заболотье — деревня в Покровском сельском поселении
- Большое Займище — деревня в Глебовском сельском поселении
- Большое Кстово — деревня в Покровском сельском поселении
- Большое Паленово — деревня в Судоверфском сельском поселении
- Большое Погорелово — деревня в Огарковском сельском поселении
- Большое Семино — деревня в Глебовском сельском поселении
- Большое Троицкое — деревня в Назаровском сельском поселении
- Большое Черняево — деревня в Арефинском сельском поселении
- Большой Дор — деревня в Судоверфском сельском поселении
- Борзово — деревня в Назаровском сельском поселении
- Борисково — деревня в Арефинском сельском поселении
- Борисовка — деревня в Назаровском сельском поселении
- Борисовское — деревня в Волжском сельском поселении
- Борок — деревня в Назаровском сельском поселении
- Борщевка — деревня в Арефинском сельском поселении
- Борщовка — деревня в Назаровском сельском поселении
- Бошарово — деревня
- Брыково — деревня в Волжском сельском поселении
- Будихино— деревня в Глебовском сельском поселении
- Будка 12 км — ж/д пост
- Будка 348 км — ж/д пост
- Букриново — деревня в Октябрьском сельском поселении
- Бунево — деревня в Арефинском сельском поселении
- Бурково — деревня в Судоверфском сельском поселении
- Бурнаково — деревня в Назаровском сельском поселении
- Бутакино — деревня в Арефинском сельском поселении
- Быково — деревня в Каменниковском сельском поселении на Юршинском острове

## В
- Вакширино — деревня
- Вальцово — деревня в Покровском сельском поселении
- Вандышево (31 км) — деревня в Октябрьском сельском поселении
- Вандышево (47 км) — деревня в Октябрьском сельском поселении
- Ванино — бывшая деревня на территории Назаровского сельского поселения у истоков Сороки, притока Колокши, есть на карте 1981 г., в современных документах не значится
- Вараксино — деревня в Каменниковском сельском поселении
- Варварино — деревня в Назаровском сельском поселении
- Василево — деревня в Глебовском сельском поселении
- Василево — деревня в Назаровском сельском поселении
- Васильевское — деревня в Волжском сельском поселении
- Васильково — деревня в Арефинском сельском поселении
- Васькино — деревня в Судоверфском сельском поселении
- Великий Мох — поселок в Покровском сельском поселении
- Веретеново — деревня в Арефинском сельском поселении
- Веретье — бывшая деревня, в настоящее время микрорайон города Рыбинск
- Власьево — деревня в Огарковском сельском поселении
- Военный Городок — деревня
- Войново — деревня в Октябрьском сельском поселении
- Вокшерино — деревня в Назаровском сельском поселении
- Волково — деревня в Огарковском сельском поселении
- Волково — деревня в Судоверфском сельском поселении
- Воробьёвка — деревня в Покровском сельском поселении
- Воронино — деревня в Волжском сельском поселении
- Воронково — деревня в Арефинском сельском поселении
- Ворыгино — деревня в Судоверфском сельском поселении
- Вослома — деревня в Арефинском сельском поселении
- Выгорода — деревня в Покровском сельском поселении
- Выдрино — бывшая деревня на реке Уткаш, есть на карте 1975 г., в современных документах не значится
- Выездкино — деревня в Покровском сельском поселении
- Высоково — деревня в Арефинском сельском поселении

## Г
- Гаврилково — деревня в Судоверфском сельском поселении
- Гавриловка — деревня
- Гаврилово — деревня в Назаровском сельском поселении
- Гавриловское — деревня в Волжском сельском поселении
- Галзаково — деревня в Назаровском сельском поселении
- Гальчино — деревня в Глебовском сельском поселении
- Гармоново — деревня в Октябрьском сельском поселении
- Гаютино — деревня в Назаровском сельском поселении
- Гладышево — деревня в Покровском сельском поселении
- Глазатово — деревня в Покровском сельском поселении
- Глебово — село, центр Глебовского сельского поселения
- Глинино — деревня в Назаровском сельском поселении
- Глушицы — деревня в Судоверфском сельском поселении
- Говядово — деревня в Волжском сельском поселении
- Головино — деревня в Глебовском сельском поселении
- Головичино — деревня в Назаровском сельском поселении
- Голубино — деревня в Покровском сельском поселении
- Гончарово — деревня в Арефинском сельском поселении
- Горели — деревня в Глебовском сельском поселении
- Горки — деревня в Глебовском сельском поселении
- Горки — деревня в Волжском сельском поселении на реке Черёмуха
- Горки — деревня в Волжском сельском поселении на реке Иода
- Городишка — деревня в Арефинском сельском поселении
- Городок — деревня, бывшее село в Покровском сельском поселении
- Горохово — деревня в Глебовском сельском поселении
- Грибово — деревня в Огарковском сельском поселении
- Григорково — деревня в Покровском сельском поселении
- Григорово — деревня в Огарковском сельском поселении
- Григорьевское — деревня в Волжском сельском поселении
- Гридино — деревня в Волжском сельском поселении
- Гришенино — деревня в Октябрьском сельском поселении
- Гришино — деревня в Глебовском сельском поселении
- Гришкино — деревня в Судоверфском сельском поселении
- Губино — деревня в Волжском сельском поселении
- Губино (19 км) — деревня в Назаровском сельском поселении
- Губино (34 км) — деревня в Назаровском сельском поселении
- Гулятино — деревня
- Гурьево — деревня

## Д
- Давыдовское — деревня
- Дегтярицы — деревня в Покровском сельском поселении
- Демидово — деревня в Назаровском сельском поселении
- Демидовское — деревня в Волжском сельском поселении
- Дёмино — деревня в Назаровском сельском поселении
- Демихово — деревня в Покровском сельском поселении
- Денисово — деревня
- Денисьево — деревня в Волжском сельском поселении
- Деревенька — деревня в Назаровском сельском поселении
- Дерягино — деревня в Арефинском сельском поселении
- Диково — деревня в Судоверфском сельском поселении
- Дмитриевка — деревня в Волжском сельском поселении
- Добрино — деревня в Глебовском сельском поселении
- Долгий Луг — деревня в Арефинском сельском поселении
- Долгий Мох — посёлок в Каменниковском сельском поселении
- Дор — деревня в Арефинском сельском поселении
- Дор — деревня в Октябрьском сельском поселении
- Дорожная — деревня в Покровском сельском поселении
- Досугово — деревня в Огарковском сельском поселении
- Драчево — деревня в Глебовском сельском поселении
- Дроздово — деревня в Назаровском сельском поселении
- Дружба — деревня в Покровском сельском поселении
- Дуброво — деревня в Глебовском сельском поселении
- Дурдино — деревня в Покровском сельском поселении
- Дымовское — деревня в Огарковском сельском поселении
- Дьяковское — деревня в Назаровском сельском поселении
- Дьяковское — деревня в Октябрьском сельском поселении
- Дюдьково (по топокарте Дютьково) — деревня в Октябрьском сельском поселении
- Дятлово — деревня в Судоверфском сельском поселении

## Е
- Ераково — деревня в Назаровском сельском поселении
- Еремейцево — деревня
- Ермаково — посёлок в Волжском сельском поселении
- Ермолино — деревня в Назаровском сельском поселении
- Ескино — деревня в Октябрьском сельском поселении
- Ефремцево — деревня в Глебовском сельском поселении

## Ж
- Житницино — деревня в Покровском сельском поселении

## З
- Забава — деревня в Волжском сельском поселении
- Заболотье — деревня в Глебовском сельском поселении
- Завражье — деревня в Судоверфском сельском поселении
- Заднево — деревня в Арефинском сельском поселении
- Заднево — деревня в Глебовском сельском поселении
- Залужнево — деревня в Арефинском сельском поселении
- Залужье — деревня в Судоверфском сельском поселении
- Запалье — деревня
- Запрудново — деревня в Октябрьском сельском поселении
- Запрудное — деревня
- Заречье — деревня в Глебовском сельском поселении
- Заря — деревня
- Захарино — деревня в Глебовском сельском поселении
- Зиновьево — деревня в Волжском сельском поселении

## И
- Ивакино — деревня в Октябрьском сельском поселении
- Иванино — деревня
- Ивановская — деревня
- Ивановское — деревня в Арефинском сельском поселении
- Ивановское — деревня в Арефинском сельском поселении
- Ивановское — деревня в Арефинском сельском поселении
- Ивановское — деревня в Волжском сельском поселении
- Ивановское — село в Глебовском сельском поселении
- Ивановское — деревня в Назаровском сельском поселении
- Ивановское — деревня в Назаровском сельском поселении
- Ивановское — деревня в Огарковском сельском поселении
- Ивановское — деревня в Покровском сельском поселении
- Ивашово — деревня в Назаровском сельском поселении
- Израили — деревня в Судоверфском сельском поселении
- Ильино — деревня в Судоверфском сельском поселении
- Ильинское — деревня в Октябрьском сельском поселении
- Ильинское — деревня в Октябрьском сельском поселении
- Илюхино — деревня в Арефинском сельском поселении
- Инопаж — деревня в Назаровском сельском поселении
- Исанино — деревня в Покровском сельском поселении
- Искра Октября — посёлок административный центр Покровского сельского поселения
- Истомино — деревня в Глебовском сельском поселении

## К
- Кабатово — деревня в Глебовском сельском поселении
- Каботово — деревня в Судоверфском сельском поселении
- Кавыкино — деревня в Глебовском сельском поселении
- Кавыкино — населённый пункт в Глебовском сельском поселении
- Каликино — деревня в Волжском сельском поселении
- Калинкино — деревня в Октябрьском сельском поселении
- Калинкино — деревня в Покровском сельском поселении
- Калита — деревня в Глебовском сельском поселении
- Каменники — посёлок, центр Каменниковского сельского поселения
- Капустино — деревня в Назаровском сельском поселении
- Караваево — деревня
- Караново — деревня в Назаровском сельском поселении
- Карелино — деревня в Арефинском сельском поселении
- Карелино — деревня в Глебовскрм сельском поселении
- Карповское — деревня в Волжском сельском поселении
- Кедровка — посёлок в Назаровском сельском поселении
- Киверники — деревня в Огарковском сельском поселении
- Кипячево — деревня
- Кирилловское — деревня в Волжском сельском поселении
- Кирилловское — деревня в Волжском сельском поселении
- Кирова — посёлок в Назаровском сельском поселении
- Киселево — деревня в Октябрьсеом сельском поселении
- Киселиха — деревня
- Кисимово — деревня в Арефинском сельском поселении
- Кишатино — деревня в Арефинском сельском поселении
- Кишкинское — деревня
- Кликуново — деревня в Покровском сельском поселении
- Климовское — деревня в Волжском сельском поселении
- Княжево — деревня в Арефинском сельском поселении
- Кобостово — посёлок железнодорожной станции в Глебовском сельском поселении
- Ковыкино (5 км) — деревня в Глебовском сельском поселении
- Ковыкино (6 км) — деревня в Глебовском сельском поселении
- Кожевниково — деревня в Арефинском сельском поселении
- Козицино — деревня в Арефинском сельском поселении
- Коломинское — деревня в Волжском сельском поселении
- Колосово — деревня в Судоверфском сельском поселении
- Кондырево — деревня в Волжском сельском поселении
- Конюшино — деревня в Волжском сельском поселении
- Коняево — деревня в Арефинском сельском поселении
- Коржавино — деревня в Покровском сельском поселении
- Коржавино — деревня в Судоверфском сельском поселении
- Коркино — деревня в Судоверфском сельском поселении
- Коркодиново — деревня в Покровском сельском поселении
- Корниловское — деревня
- Короваево — деревня в Волжском сельском поселении
- Коровинское — деревня в Волжском сельском поселении
- Коровниково — деревня в Глебовском сельском поселении
- Косково — деревня в Огарковском сельском поселении
- Костерино — деревня в Волжском сельском поселении
- Костино — деревня
- Костино — посёлок
- Коткино — деревня в Глебовском сельском поселении
- Котлово — деревня в Волжском сельском поселении
- Котовка — деревня в Волжском сельском поселении
- Кочевка-1 — деревня в Покровском сельском поселении
- Кочевка-2 — деревня в Покровском сельском поселении
- Кошелево — деревня в Судоверфском сельском поселении
- Красная Горка — посёлок в Покровском сельском поселении
- Красное — село в Волжском сельском поселении
- Красные Гари — деревня
- Красный Пахарь — деревня в Волжском сельском поселении
- Креково — деревня в Арефинском сельском поселении
- Крохино — деревня в Арефинском сельском поселении
- Крутец — деревня в Покровском сельском поселении
- Крутогорово — деревня в Арефинском сельском поселении
- Крячково — деревня в Глебовском сельском поселении
- Кстово — деревня
- Кстово — посёлок в Покровском сельском поселении
- Кудрино — деревня в Глебовском сельском поселении
- Кузино — деревня в Волжском сельском поселении
- Кузнецово — деревня в Арефинском сельском поселении
- Кузнецово — деревня в Огарковском сельском поселении
- Кузовлево — деревня в Арефинском сельском поселении
- Кузьминское — деревня в Назаровском сельском поселении
- Куклино — деревня в Судоверфском сельском поселении
- Куликово — деревня в Назаровском сельском поселении
- Купалино — деревня в Октябрьском сельском поселении
- Курганово — деревня в Октябрьском сельском поселении
- Куретниково — деревня в Волжском сельском поселении
- Кушляево — деревня в Назаровском сельском поселении

## Л
- Лабунино — деревня в Волжском сельском поселении
- Лаврентьево — деревня в Глебовском сельском поселении
- Лаврентьево — деревня в Огарковском сельском поселении
- Лаврово — деревня в Октябрьском сельском поселении
- Ламаница — деревня в Октябрьском сельском поселении
- Ламаново — деревня в Волжском сельском поселении
- Ламоново — деревня
- Лапино — деревня в Октябрьском сельском поселении
- Ларинское — деревня в Покровском сельском поселении
- Ларионово — деревня в Глебовском сельском поселении
- Лебедево — деревня в Покровском сельском поселении
- Левино — деревня в Волжском сельском поселении
- Левино — деревня в Октябрьском сельском поселении
- Левино-Волжское — деревня в Волжском сельском поселении
- Левино-Лесное — деревня в Волжском сельском поселении
- Легки — деревня в Волжском сельском поселении
- Легково — деревня в Глебовском сельском поселении
- Леонтьевское — деревня в Волжском сельском поселении
- Липки — деревня в Покровском сельском поселении
- Липняги — деревня в Каменниковском сельском поселении на Юршинском острове
- Липовка — деревня в Покровском сельском поселении
- Лисино — деревня в Глебовском сельском поселении
- Локтево — деревня в Арефинском сельском поселении
- Лом — деревня в Октябрьском сельском поселении
- Лом — посёлок (село?) в Октябрьском сельском поселении
- Лопаткино — деревня в Волжском сельском поселении
- Лысково — деревня в Волжском сельском поселении
- Лютново — деревня в Глебовском сельском поселении
- Ляга — деревня в Огарковском сельском поселении

## М
- Майский — посёлок в Назаровском сельском поселении
- Макарово — деревня в Огарковском сельском поселении
- Макарово — деревня в Судоверфском сельском поселении
- Макруши — деревня
- Максимовское (на реке Черёмуха) — деревня в Покровском сельском поселении
- Максимовское (на реке Коровка) — деревня в Покровском сельском поселении
- Малая Белёва — деревня в Глебовском сельском поселении
- Малая Киселиха — деревня в Покровском сельском поселении
- Малинники — деревня в Судоверфском сельском поселении
- Малое Андрейково — деревня в Судоверфском сельском поселении
- Малое Высоко — деревня в Покровском сельском поселении
- Малое Давыдовское — деревня в Волжском сельском поселении
- Малое Заболотье — деревня в Покровском сельском поселении
- Малое Займище — деревня в Глебовском сельском поселении
- Малое Кстово — деревня в Покровском сельском поселении
- Малое Паленово — деревня в Судоверфском сельском поселении
- Малое Семино — деревня в Глебовском сельском поселении
- Малое Троицкое — деревня в Назаровском сельском поселении
- Малое Черняево — деревня в Арефинском сельском поселении
- Малыгино — деревня в Покровском сельском поселении
- Малый Дор — деревня в Судоверфском сельском поселении
- Мальинское — деревня в Волжском сельском поселении
- Мартино — деревня в Покровском сельском поселении
- Мартынцево — деревня в Глебовском сельском поселении
- Мартьяново — деревня в Глебовском сельском поселении
- Мартьяновское — деревня в Октябрьском сельском поселении
- Мартюки — деревня
- Мартюнино — деревня в Назаровском сельском поселении
- Мархачево — деревня в Глебовском сельском поселении
- Маурино — деревня в Назаровском сельском поселении
- Машково — деревня
- Мелехово — деревня в Волжском сельском поселении
- Менчиково — деревня в Октябрьском сельском поселении
- Менщиково — деревня
- Мешково — деревня в Покровском сельском поселении
- Мешково — деревня в Судоверфском сельском поселении
- Мильково — деревня в Покровском сельском поселении
- Милюшино — деревня в Огарковском сельском поселении
- Минино — деревня в Глебовском сельском поселении
- Митино — деревня в Волжском сельском поселении
- Митянино— деревня в Назаровском сельском поселении
- Михайловское — село в Волжском сельском поселении, центр сельской администрации
- Михалево — деревня в Покровском сельском поселении
- Михалёво — деревня в Волжском сельском поселении
- Михалёво — деревня в Волжском сельском поселении
- Михеево — деревня в Волжском сельском поселении
- Могильца — деревня в Глебовском сельском поселении
- Мокеевское— деревня в Назаровском сельском поселении
- Мокеевское — деревня в Волжском сельском поселении
- Мологино — деревня в Волжском сельском поселении
- Морушкино — деревня в Огарковском сельском поселении
- Мостовица — деревня в Покровском сельском поселении
- Мостово — деревня в Глебовском сельском поселении)
- Мошково — деревня в Назаровском сельском поселении
- Мухино — деревня в Глебовском сельском поселении
- Мхи — деревня

## Н
- Наволоки — деревня в Арефинском сельском поселении
- Назарово — деревня, центр Назаровского сельского поселения
- Наумовское — деревня в Волжском сельском поселении
- Нелюбовское — деревня в Покровском сельском поселении
- Нескучное — деревня в Назаровском сельском поселении
- Нестерово — деревня
- Нефедово — деревня в Судоверфском сельском поселении
- Николо-Задубровье — деревня в Волжском сельском поселении
- Николо-Корма — село в Покровском сельском поселении
- Николо-Плесна — деревня в Октябрьском сельском поселении
- Николо-Тропа — деревня в Арефинском сельском поселении
- Никольское — деревня в Волжском сельском поселении
- Никольское — село в Покровском сельском поселении
- Новая — деревня в Покровском сельском поселении
- Новая — деревня в Октябрьском сельском поселении
- Новинки — деревня в Глебовском сельском поселении
- Новое — деревня в Октябрьском сельском поселении
- Новоселки — деревня в Октябрьском сельском поселении
- Новые Горки — деревня в Арефинском сельском поселении
- Новый Посёлок — деревня в Назаровском сельском поселении
- Новый Посёлок — деревня в Судоверфском сельском поселении

## О
- Оболтино — деревня в Арефинском сельском поселении
- Оборино — деревня в Назаровском сельском поселении
- Обухово — деревня в Глебовском сельском поселении
- Обухово — деревня в Каменниковском сельском поселении на Юршинском острове
- Овинища — деревня в Арефинском сельском поселении
- Овинчища — деревня в Глебовском сельском поселении
- Овсянниково — деревня в Покровском сельском поселении
- Огарково — деревня, центр Огарковского сельского поселения
- Окатово — деревня в Глебовском сельском поселении
- Октябрьский — посёлок, центр Октябрьского сельского поселения
- Окулово — деревня в Покровском сельском поселении
- Олкхово — деревня в Арефинском сельском поселении
- Олешково — деревня в Назаровском сельском поселении
- Ольгино — деревня в Огарковском сельском поселении
- Ольшаки — деревня в Глебовском сельском поселении
- Омляково — деревня в Покровском сельском поселении
- Орловка — деревня в Покровском сельском поселении
- Орловское — деревня в Волжском сельском поселении
- Осники — деревня в Глебовском сельском поселении
- Осорино — деревня в Глебовском сельском поселении
- Осташево — деревня в Огарковском сельском поселении

## П
- Паздеринское — деревня в Назаровском сельском поселении
- Палкино — деревня в Глебовском сельском поселении
- Палкино — деревня в Октябрьском сельском поселении
- Панино (д.)
- Панфилки — деревня в Октябрьском сельском поселении
- Панфилово — село в Октябрьском сельском поселении
- Паршино — деревня в Волжском сельском поселении
- Патрикеево — деревня в Арефинском сельском поселении
- Паулино — деревня в Назаровском сельском поселении
- Пахонино — деревня в Огарковском сельском поселении
- Пелевино — деревня в Арефинском сельском поселении
- Пеньково — деревня в Назаровском сельском поселении
- Песочное — посёлок, сельское пселение
- Петраково — деревня в Глебовском сельском поселении
- Петрицево— деревня в Погорельской сельской администрации Глебовского сельского поселения
- Петрицево— деревня в Глебовской сельской администрации Глебовского сельского поселения (Петрицево в документах администрации и на топокарте, но Петрищево — по почтовым данным и в речи жителей)
- Петрунино — деревня в Покровском сельском поселении
- Петряево (Петреево) — деревня в Назаровском сельском поселении
- Пиняги — деревня в Октябрьском сельском поселении
- Пирогово — деревня в Назаровском сельском поселении
- Плоское — деревня в Глебовском сельском поселении
- Погорелка — село в Глебовском сельском поселении
- Погорелка — деревня в Глебовском сельском поселении
- Погорелка — деревня в Назаровском сельском поселении
- Погорелка — деревня в Поеровском сельском поселении
- Погорелово — деревня
- Подвиталово — деревня в Глебовском сельском поселении
- Подносково — деревня в Октябрьском сельском поселении
- Подольское — деревня в Глебовском сельском поселении
- Подорожная — деревня в Глебовском сельском поселении
- Подсоссенье — деревня в Волжском сельском поселении
- Поздеринское — деревня
- Поздняково — деревня в Арефинском сельском поселении
- Покров — село в Покровском сельском поселении
- Полежаево — деревня в Покровском сельском поселении
- Полежаево — деревня в Покровском сельском поселении
- Поляна — деревня
- Пономарицы — деревня в Глебовском сельском поселении
- Поповское — деревня в Арефинском сельском поселении
- Поповское — деревня в Волжском сельском поселении
- Поповское — деревня в Волжском сельском поселении
- Поповское — деревня в Арефинском сельском поселении
- Потыпкино — деревня в Октябрьском сельском поселении
- Почесновики — деревня в Судоверфском сельском поселении
- Починок — деревня в Арефинском сельском поселении
- Починок — деревня в Волжском сельском поселении
- Починок — деревня в Глебовской сельской администрации Глебовского сельского поселения, почтовое отделение Глебово
- Починок — деревня в Глебовской сельской администрации Глебовского сельского поселения, почтовое отделение Кобостово
- Починок — деревня в Погорельской сельской администрации Глебовского сельского поселения
- Починок — деревня в Каменниковском сельском поселении
- Починок — деревня в Назаровском сельском поселении
- Починок — деревня в Судоверфском сельском поселении
- Починок-Болотово — деревня в Арефинском сельском поселении
- Починок-Слепущий — деревня в Арефинском сельском поселении
- Приволжье — деревня в Октябрьском сельском поселении
- Пригорки — деревня в Судоверфском сельском поселении
- Пригородная — деревня в Судоверфском сельском поселении
- Приморский — деревня?
- Прокошево — деревня в Покровском сельском поселении
- Прокунино — деревня в Волжском сельском поселении
- Простино — деревня в Арефинском сельском поселении
- Протасово — деревня в Назаровском сельском поселении
- Прошино — деревня в Арефинском сельском поселении
- Пруды — деревня в Судоверфском сельском поселении
- Пузырево — бывшая деревня в Судоверфском сельском поселении
- Пчелье — деревня в Покровском сельском поселении

## Р
- Раздумово — деревня
- Раменье — деревня в Глебовском сельском поселении
- Раменье — деревня в Назаровском сельском поселении
- Раменье— деревня в Покровском сельском поселении
- Рассохино — деревня в Арефинском сельском поселении
- Рахово — деревня в Волжском сельском поселении
- Роканово — деревня в Огарковском сельском поселении
- Ромашково — деревня в Волжском сельском поселении
- Рыжиково — деревня в Назаровском сельском поселении
- Рютово — деревня в Октябрьском сельском поселении
- Рябухино — деревня в Судоверфском сельском поселении

## С
- Савино — деревня в Судоверфском сельском поселении
- Савинское — деревня в Волжском сельском поселении
- Савинское — деревня в Огарковском сельском поселении
- Сайгатово — деревня в Волжском сельском поселении
- Санаторий им Воровского — посёлок
- Санино — деревня в Глебовском сельском поселении
- Сараево — деревня в Волжском сельском поселении
- Свингино — деревня в Судоверфском сельском поселении
- Свистуново — деревня
- Седлово — деревня в Арефинском сельском поселении
- Седлово — деревня в Назаровском сельском поселении
- Селезнево — деревня в Назаровском сельском поселении
- Селехово — деревня в Глебовском сельском поселении
- Селиваново — деревня в Глебовском сельском поселении
- Селишко (Селишки) — деревня в Назаровском сельском поселении
- Селишки-Окороково — деревня в Назаровском сельском поселении
- Сельцо — деревня в Назаровском сельском поселении
- Семенково — деревня в Огарковском сельском поселении
- Семенники — деревня в Волжском сельском поселении
- Семеновское — деревня
- Семеновское — село
- Середнево — деревня в Огарковском сельском поселении
- Серково — деревня в Волжском сельском поселении
- Сидорково — деревня в Огарковском сельском поселении
- Сидорово — деревня в Покровском сельском поселении
- Сидорово — деревня в Октябрьском сельском поселении
- Сидоровское — деревня в Волжском сельском поселении
- Скоково — деревня в Арефинском сельском поселении
- Скорода — деревня в Судоверфском сельском поселении
- Скородумово — деревня в Волжском сельском поселении
- Слепущий — посёлок
- Соколово — деревня в Покровском сельском поселении
- Соловьевское — деревня в Огарковском сельском поселении
- Солыгаево — деревня в Волжском сельском поселении
- Сонино — деревня в Покровском сельском поселении
- Сорокино — деревня в Назаровском сельском поселении
- Софроново — деревня в Волжском сельском поселении
- Соха — деревня в Арефинском сельском поселении
- Спас — село в Назаровском сельском поселении
- Спас-Ухра — деревня в Арефинском сельском поселении
- Спешино — деревня в Судоверфском сельском поселении
- Сретенье — деревня
- Старово — деревня в Огарковском сельском поселении
- Старое Быково — деревня в Назаровском сельском поселении
- Староселье — деревня в Назаровском сельском поселении
- Степановское — деревня в Волжском сельском поселении
- Степаньково — деревня в Огарковском сельском поселении
- Стерлядево — деревня в Судоверфском сельском поселении
- Стрелки — деревня
- Стрельниково — деревня в Волжском сельском поселении
- Стригино — деревня в Покровском сельском поселении
- Стрижово — деревня в Покровском сельском поселении
- Субботино — деревня в Волжском сельском поселении
- Суворово — деревня в Покровском сельском поселении
- Судоверфь — посёлок, центр Судоверфского сельского поселения
- Суриново — деревня в Волжском сельском поселении
- Сухино — деревня в Покровском сельском поселении
- Суховское — деревня в Покровском сельском поселении
- Сырневская — деревня
- Сыроежино — деревня в Назаровском сельском поселении
- Сысоевское — деревня в Волжском сельском поселении

## Т
- Тамонки — деревня в Октябрьском сельском поселении
- Тарбино — деревня в Покровском сельском поселении
- Тверево — деревня в Глебовском сельском поселении
- Тебениха — деревня в Глебовском сельском поселении
- Текунино — деревня в Глебовском сельском поселении
- Тепляково — деревня в Покровском сельском поселении
- Терентьевская — деревня в Глебовском сельском поселении
- Терюханово — деревня в Октябрьском сельском поселении
- Тимановское — деревня в Покровском сельском поселении
- Тимново — деревня в Назаровском сельском поселении
- Тимошино — деревня в Арефинском сельском поселении
- Тимошкино — деревня в Покровском сельском поселении
- Титовское — деревня в Назаровском сельском поселении
- Тихвинское — деревня
- Тихменево — посёлок, центр Тихменевского сельского поселения
- Торопово — деревня в Волжском сельском поселении
- Торхово — деревня в Глебовском сельском поселении
- Торхово — деревня в Огарковском сельском поселении
- Троица — деревня
- Трутнево — бывшая деревня
- Тюрюханово — деревня
- Тяпкино — деревня в Покровском сельском поселении

## У
- Угол — деревня в Каменниковском сельском поселении
- Узково — деревня в Покровском сельском поселении
- Ульяновское — деревня в Волжском сельском поселении
- Усково — деревня в Глебовском сельском поселении
- Ухра — деревня
- Ушаково — деревня в Арефинском сельском поселении

## Ф
- Фалелеево — деревня в Назаровском сельском поселении
- Фёдоровское — деревня в Назаровском сельском поселении
- Фёдоровское — деревня в Назаровском сельском поселении
- Федюшино — деревня в Назаровском сельском поселении
- Фелисово — деревня в Волжском сельском поселении
- Филиппово — деревня в Назаровском сельском поселении
- Фоминское — деревня в Назаровском сельском поселении
- Фоминское — деревня в Волжском сельском поселении

## Х
- Ханютино — деревня в Назаровском сельском поселении
- Харино — деревня в Арефинском сельском поселении
- Харинская — деревня в Судоверфском сельском поселении
- Харинское — деревня
- Харитоново — деревня в Судоверфском сельском поселении
- Хвощёвка — деревня в Покровском сельском поселении
- Хламово — деревня в Арефинском сельском поселении
- Хомяково — деревня в Глебовском сельском поселении
- Хопылево — деревня в Назаровском сельском поселении
- Хорошилово — деревня в Назаровском сельском поселении

## Ч
- Чайлово — деревня в Покровском сельском поселении
- Чашково — деревня в Арефинском сельском поселении
- Черемушки — деревня в Арефинском сельском поселении
- Черменино — деревня в Волжском сельском поселении
- Чёрная Речка — посёлок
- Чернышево — деревня в Назаровском сельском поселении
- Чернышкино — деревня в Арефинском сельском поселении
- Чернышкино — деревня в Назаровском сельском поселении
- Чмутово — деревня
- Чудиново — деревня в Волжском сельском поселении

## Ш
- Шалково — деревня в Волжском сельском поселении
- Шатино — деревня в Арефинском сельском поселении
- Шашково — посёлок в Назаровском сельском поселении
- Шеванино — деревня
- Шелепино — деревня в Покровском сельском поселении
- Шестовское — деревня в Назаровском сельском поселении
- Шилово — деревня в Глебовском сельском поселении
- Шипулино — деревня в Судоверфском сельском поселении
- Шишкино — деревня в Назаровском сельском поселении
- Шишкино — деревня в Судоверфском сельском поселении
- Шишланово — деревня в Октябрьском сельском поселении
- Шлыково — деревня в Огарковском сельском поселении
- Шушково — деревня в Судоверфском сельском поселении

## Щ
- Щекино — деревня
- Щепетники — деревня в Глебовском сельском поселении

## Ю
- Юбилейный — посёлок в Судоверфском сельском поселении
- Юрино — деревня в Глебовском сельском поселении
- Юрино — деревня в Судоверфском сельском поселении
- Юринский — разъезд
- Юркино — деревня в Волжском сельском поселении
- Юркино — деревня в Каменниковском сельском поселении
- Юркино — деревня в Покровском сельском поселении
- Юршино — деревня в Каменниковском сельском поселении на Юршинском острове

## Я
- Ягодино — деревня в Глебовском сельском поселении
- Яковлево — деревня
- Якунники — деревня в Покровском сельском поселении
- Якушево — деревня в Октябрьском сельском поселении
- Якушево — деревня в Судоверфском сельском поселении
- Якшино — деревня в Волжском сельском поселении
- Ярмолино — деревня
- Ясенево — деревня в Глебовском сельском поселении